# Jennifer Todd (Produzentin)
Jennifer Todd (* 3. Oktober 1969 in Los Angeles, Kalifornien) ist eine US-amerikanische Film- und Fernsehproduzentin.

## Leben
Ihre jüngere Schwester Suzanne Todd ist ebenfalls als Produzentin tätig. Gemeinsam mit ihrer Schwester produzierte sie ab Ende der 1990er Jahre Filme unter dem Namen Team Todd.
Später war sie bei der Mark Gordon Company als President of Film tätig. Seit dem Jahr 2012 ist Todd Präsidentin der von Ben Affleck und Matt Damon gegründeten Filmproduktionsgesellschaft Pearl Street Films.
Gemeinsam mit Michael De Luca produzierte sie die Oscarverleihung 2017 und 2018.
Todd ist mit dem Schauspieler Chris Messina verheiratet, mit dem sie zwei Söhne hat.

## Filmografie (Auswahl)
Producer
- 1997: Austin Powers – Das Schärfste, was Ihre Majestät zu bieten hat (Austin Powers: International Man of Mystery)
- 1999: Die Killerhand (Idle Hands)
- 1999: Austin Powers – Spion in geheimer Missionarsstellung (Austin Powers: The Spy Who Shagged Me)
- 2000: Risiko – Der schnellste Weg zum Reichtum (Boiler Room)
- 2000: Memento
- 2002: Austin Powers in Goldständer (Austin Powers in Goldmember)
- 2005: Frau mit Hund sucht … Mann mit Herz (Must Love Dogs)
- 2005: Couchgeflüster – Die erste therapeutische Liebeskomödie (Prime)
- 2006: Zoom – Akademie für Superhelden (Zoom)
- 2007: Across the Universe
- 2008: Zufällig verheiratet (The Accidental Husband)
- 2010: The Romantics
- 2010: Alice im Wunderland (Alice in Wonderland)
- 2012: Celeste & Jesse (Celeste & Jesse Forever)
- 2013: Die To-Do Liste (The To Do List)
- 2016: Alice im Wunderland: Hinter den Spiegeln (Alice Through the Looking Glass)
- 2016: Live by Night
- 2017: The 89th Annual Academy Awards (Fernsehsendung)
- 2018: The 90th Annual Academy Awards (Fernsehsendung)
- 2020: Out of Play: Der Weg zurück (The Way Back)
- 2021: Come from Away
- 2025: The Thursday Murder Club

Executive Producer
- 1995: Now and Then – Damals und heute (Now and Then)
- 2000: Women Love Women (If These Walls Could Talk 2, Fernsehfilm)
- 2014: Learning to Drive – Fahrstunden fürs Leben (Learning to Drive)
- 2015: The Leisure Class (Fernsehfilm)
- 2016: Jason Bourne